# Abu-Abd-Al·lah Muhàmmad al-Hajj
Abu-Abd-Al·lah Muhàmmad al-Hajj ibn Muhàmmad ibn Abi-Bakr ad-Dilaí —àrab: أبو عبد الله محمد الحاج بن محمد بن أبي بكر الدلائي, Abū ʿAbd Allāh Muḥammad al-Ḥajj b. Muḥammad b. Abī Bakr ad-Dilāʾī— (vers 1590-1675) fou xeic de la zàwiya d'al-Dila i sobirà de part del Marroc (la part central) a la meitat del segle xvii. El seu nom d'al-Hajj es deu al fet que va fer diverses vegades el pelegrinatge a la Meca en companyia del seu pare o els seus oncles.
Era el fill gran del xeic de la zàwiya, Sidi Muhàmmad ibn Abi-Bakr, al que va succeir a la seva mort vers el 1637. Fins aleshores la zàwiya obeïa al sultà de Marràqueix, on el 1636 va pujar al tron Mahàmmad aix-Xaykh al-Àsghar. La ciutat de Fes se li va sotmetre igual que la de Meknès i la regió de Tadela; també tenia el suport dels amazics de la Muluya. Muhammad al-Hajj no tenia intenció d'obeir el sultà i a causa del poder que havia agafat la zàwiya es considerava un sobirà. Quan el sultà li va escriure i la va recordar el jurament de lleialtat del seu pare al sultà al-Walid ibn Zaydan (1631–1636) el xeic, sense proclamar directament el trencament, va donar diverses excuses sobre els seus incompliments. Finalment l'enfrontament es va fer inevitable i les forces de Marràqueix van marxar contra la zàwiya, però van patir una derrota total al Wadi l-Abid (26 d'octubre de 1638) i en endavant Mahàmmad aix-Xaykh al-Àsghar veient que el poder de la zàwiya era molt superior al seu va renunciar a tot el territori darrere del uadi Abid.
Al-Hajj no va parar d'augmentar el poder de la zàwiya i va dominar tot el Marroc central. El 1640 al-Hajj va intervenir davant Sidi Muhammad al-Ayyashi, el cap dels Voluntaris de la Fe, que dominava Salé, el Gharb i Tamesma, per evitar la lluita d'aquest contra els andalusins de la regió de Salé. Al-Ayyashi es va mostrar intransigent i al-Hajj li va declarar la guerra. Però al-Ayyashi va derrotar el contingent enviat per la zàwiya i els àrabs que havien donat suport a Abu Abd Allah Muhammad al-Hajj, foren castigats. Al-Ayyashi va anar a Tànger en una incursió contra els cristians i a la tornada va trobar grups amazics aliats a les forces d'al-Dila, que estaven a la rodalia d'Azghar i disposats a liquidar el poder d'al-Ayyashi. Aquest volia refusar el combat i destinar forces a lluitar contra els infidels, però el seu entorn el va incitar a combatre. Amb la mort el seu cavall, la batalla va acabar en desastre per a ell i la gent de la zàwiya va aconseguir el triomf. Al-Ayyashi fou assassinat en la seva fugida per partidaris d'al-Hajj (30 d'abril de 1641)
El 1646 es va enfrontar a Abd Allah Mulay Muhammad II (Sidi Muhammad II ibn Sharif) xerif hasanita de Tafilalt i el va derrotar en la batalla d'al-Ghara. Al-Hajj va ocupar momentàniament Sigilmasa, però finalment es va signar un tractat de pau que establia un repartiment de territoris permanent: la zona entre el Sàhara i el Djabal Ayyash seria pel xerif, i el territori a l'altre costat de les muntanyes Ayyash seria per la zàwiya; cinc districtes serien cedits pel xerif a la zàwiya, amb la condició que els seus habitants no haguessin de lluita mai contra el xerif: Ouled Aissa, Kasr Essuk, Kasr Benit Uthman, Kasr Halima i Isir Ferkla. Aquest pacte no va durar gaire i poc després Muhammad II atacava el Ouled Aissa. Al-Hajj va marxar contra el xerif disposat a posar final al poder d'aquest; però Muhammad II mentre havia aconseguit que Fes trenqués la seva submissió a al-Dila i fes aliança amb ell. Les forces d'al-Hajj i Muhammad II es van trobar a la rodalia de la ciutat 19 d'agost de 1649. Muhammad II va patir una seriosa derrota i es va haver de retirar cap a Sigilmasa i Fes es va haver de sotmetre a al-Dila novament. L'expedició a Sigilmasa no es va arribar a fer.
Al-Dila va mantenir el poder al Magreb central. Va conservar Fes fins al temps de Mulay al-Rashid, germà de Muhammad II, que va ocupar Fes el 6 de juny de 1666. Després d'això no va trigar a atacar al-Dila. Els dos exèrcits van xocar a Batn al-Rumman entre el 10 i el 20 de juny de 1668 i la victòria fou per al-Rashid. Dila fou ocupada poc després i al-Hajj, els seus fills i els seus parents enviats en residència vigilada a Fes, i al cap d'un cert temps a Tlemcen on va morir amb 84 anys.